# بوتشيفستروم
بوتشيفستروم هي بلدة، في جنوب أفريقيا، تقع في Tlokwe Local Municipality ‏ ، وهي عاصمتها، بلغ عدد سكانها 148,804  نسمة وذلك حسب إحصائيات سنة 2011، تبلغ مساحتها 184.2 كيلومتر مربع، رمزها البريدي هو 2531، و2520.

## أعلام
- توماس وود
- ثابانغ موليفي
- مارتينوس ويسل بريتوريوس
- توماس أيريس
- كين مكارثر
- ألبرت جون هيس
- ماريوس كوربيت
- دارين بيندر
- روبي ليبراندت